# Kvinden han frelste
Kvinden han frelste er en dansk stumfilm fra 1915, der er instrueret af Robert Dinesen efter manuskript af Aage Lotinga.

## Handling
Denne artikel mangler et handlingsreferat. Hjælp os med at skrive det.

## Medvirkende
- Robert Dinesen - Philippe de Gardien, godsejer
- Christian Schrøder - Barfleur, redaktør
- Thorleif Lund - Raoul, kaldet Muldvarpen
- Ebba Thomsen - Helene Marmontel, forældreløs ung pige
- Ingeborg Olsen